# Phyllonorycter caraganella
Phyllonorycter caraganella (лат.) — вид чешуекрылых из семейства молей-пестрянок (Gracillariidae).

## Описание
Бабочки размахом крыльев 6-6,5 мм. Грудь сверху охристо-желтая с тремя продольными белыми линиями, снизу — белая. Переднее крыло яркой желто-охристой окраски с прикорневой полосой. Перевязь в средней трети крыла не неизогнутая. В костальный край крыла впадают три белых поперечных штриха, задний край крыла с двумя такими штрихами. Около вершины крыла имеется эллиптическое тёмное пятно. Все светлые отметины на крыле с четкими темными каёмками. Задние крылья бледно-серые с бледно-охристо-серыми ресничками. Ноги сверху преимущественно буроватые, снизу белые. Лапки передних и средних ног с буроватыми колечками, задние лапки белые. Гениталии самца симметричные, с длинными тонкими вальвами. Гениталии самки с округлым краем VII стернита.

## Образ жизни
Обитает в дубово-широколиственных лесах. Гусеницы развиваются в беловатых пятновидных минах на нижней стороне листьев караганы манжурской. Гусеницы первых возрастов формируют мину в виде длинного узкого туннеля, переходящего в плоскую пятнистую мину. Гусеницы старших возрастов делают мину складчатой, края листа при этом подгибаются вниз. Гусеница вначале питается преимущественно губчатой паренхимой, а затем поедает палисадную паренхиму. Окукливание происходит внутри мины. В течение года развивается два поколения.

## Распространение
Встречается в юге Приморского края.